# Anapausis zealandica
Anapausis zealandica är en tvåvingeart som beskrevs av Freeman 1989. Anapausis zealandica ingår i släktet Anapausis och familjen dyngmyggor. Inga underarter finns listade i Catalogue of Life.